# مایا لین
مایا لین (انگلیسی: Maya Lin؛ زادهٔ ۵ اکتبر ۱۹۵۹) یک معمار و مجسمه‌ساز اهل ایالات متحده آمریکا است.